# サイレンス (1998年の映画)
『サイレンス』（ペルシア語: سکوت sokūt、タジク語: Сукут、フランス語: Le Silence）は1998年のイラン・フランス・タジキスタン共同制作の映画。監督・製作・脚本はモフセン・マフマルバフ。1998年ヴェネツィア映画祭上院議員金メダル賞受賞。

## あらすじ
盲目の少年コルシッドは、戦争でロシアに行った父親を待ちながら、母親と暮らしている。コルシッドは楽器の調律師として働いていたが、ある日、大家から家賃を払わなければ家から追い出すと言われてしまい、母親は親方から金を借りるように彼に頼む。しかしコルシッドは金を借りるどころか、職場への途中で聴いた音や音楽につられて迷子になり、たびたび遅刻してしまったため、仕事を解雇され、結局家も追い出されてしまう。経済的に全てを失ったコルシッドであったが、最後に彼は一つの音楽に目覚める。

## キャスト
- コルシッド：タハミネー・ノルマトワ
- ナデレー：ナデレー・アブデラーイェワ
- コルシッドの母：ゴルビビ・ジアドラーイェワ
- 親方：ハケム・ガッセム

## エピソード
- イランでの検閲が厳しかったため、タジキスタンで撮影が行われた。そのため台詞はほとんどタジク語（ペルシア語と実質的に同一言語）だが、母親と釣り人の会話のシーンはロシア語である。
- 主人公を演じているのは少年ではなく、少女である。監督に物乞いをしてきたほど貧しかったため、出演料がもらえないことを恐れて、撮影が終了するまで隠していた。
- 映画の中で引用されている詩はオマル・ハイヤームの『ルバーイヤート』の詩である[2]。また、ナデレーが耳にさくらんぼをイヤリングにし、花びらをマニキュアにして踊るシーンはフォルーグ・ファッロフザードの「新たなる生」の一節からヒントを得たものである[3]。
- 日本語の字幕は重訳のためか、人名の表記に問題が多い。例えば主人公の少年の名は、ペルシア語ではホルシード（خورشید 「太陽」という意味）、タジク語ではフルシェ（ー）ド（Хуршед）に近い発音である。